# Gratz (Kentucky)
Gratz è un comune degli Stati Uniti d'America, situato nello Stato del Kentucky, nella contea di Owen.